# Mönichwald
Mönichwald est une ancienne commune autrichienne du district de Hartberg en Styrie. Elle a fusionné le 1er janvier 2015 avec la commune de Waldbach pour former la commune de Waldbach-Mönichwald.